# East Nassau
East Nassau és una població dels Estats Units a l'estat de Nova York. Segons el cens del 2000 tenia 571 habitants.

## Demografia
Segons el cens del 2000, East Nassau tenia 571 habitants, 216 habitatges, i 150 famílies. La densitat de població era de 45 habitants/km².
Dels 216 habitatges en un 32,9% hi vivien nens de menys de 18 anys, en un 60,2% hi vivien parelles casades, en un 5,6% dones solteres, i en un 30,1% no eren unitats familiars. En el 23,6% dels habitatges hi vivien persones soles el 9,3% de les quals corresponia a persones de 65 anys o més que vivien soles. El nombre mitjà de persones vivint en cada habitatge era de 2,64 i el nombre mitjà de persones que vivien en cada família era de 3,18.
Per edats la població es repartia de la següent manera: un 28,4% tenia menys de 18 anys, un 4% entre 18 i 24, un 30,1% entre 25 i 44, un 22,1% de 45 a 60 i un 15,4% 65 anys o més.
L'edat mediana era de 38 anys. Per cada 100 dones de 18 o més anys hi havia 96,6 homes.
La renda mediana per habitatge era de 42.250 $ i la renda mediana per família de 48.125 $. Els homes tenien una renda mediana de 35.750 $ mentre que les dones 30.893 $. La renda per capita de la població era de 24.740 $. Entorn del 2,7% de les famílies i el 7,9% de la població estaven per davall del llindar de pobresa.